# コスニタの定理

三本の線は X(54) で交わる

三角形におけるコスニタの定理（コスニタのていり）は、ある3本の線が共点であるという定理である。
三角形 {\displaystyle ABC} の外心を {\displaystyle O} とし、三角形 {\displaystyle OBC}, 三角形 {\displaystyle OCA}, 三角形 {\displaystyle OAB} の外心を {\displaystyle O_{a},O_{b},O_{c}} とする。このとき「3本の直線 {\displaystyle AO_{a}}, {\displaystyle BO_{b}}, {\displaystyle CO_{c}} は1点で交わる」というのがコスニタの定理である。この定理の名前はルーマニアの数学者 Cezar Coşniţă に由来する。
上記の3本の線の交点はジョン・リグビーによってコスニタ点と命名されている。この点は九点円の中心の等角共役点になっている。この点は Encyclopedia of Triangle Centers において {\displaystyle X(54)} として登録されている。この定理はダオの六角形の周上の六円定理の特殊な場合である。
コスニタ点の三線座標は以下の様に与えられる。
{\displaystyle \sec(B-C):\sec(C-A):\sec(A-B)}